# Desguàs

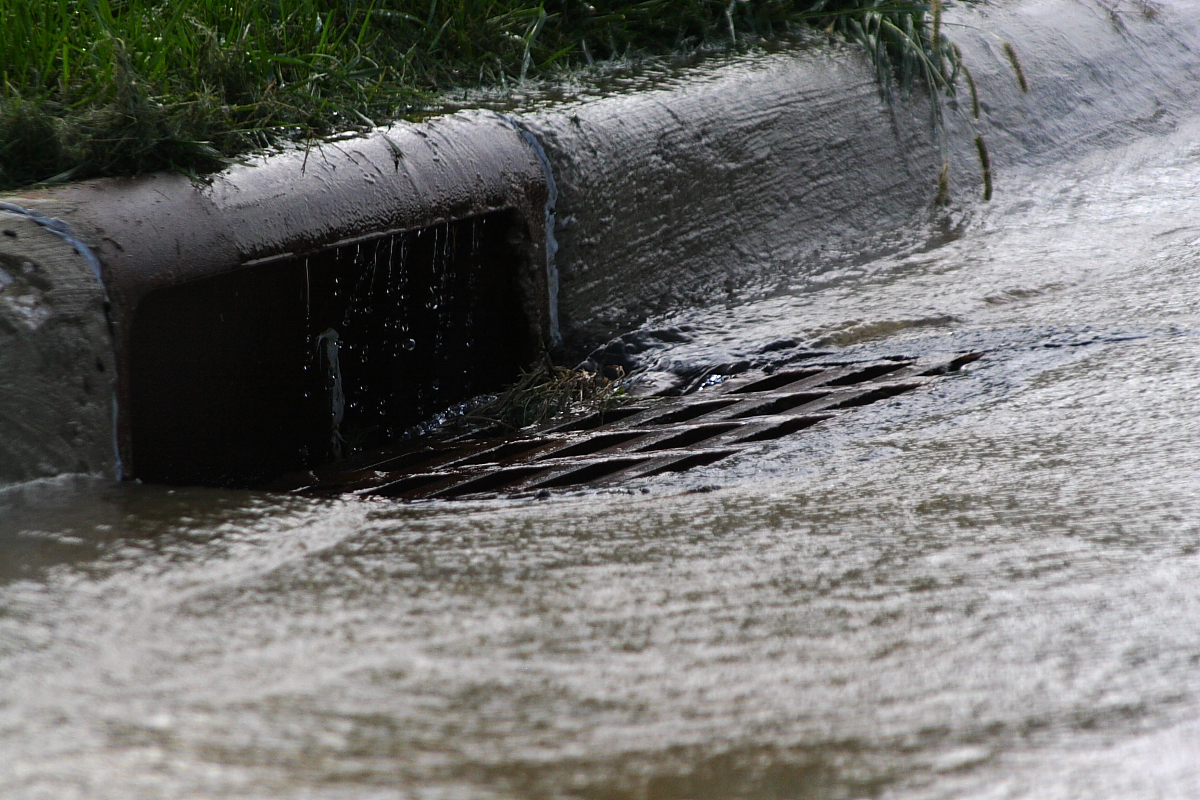
Desguàs en ús durant una pluja.

S'anomena  desguàs o eixauc als sistemes dissenyats per drenar l'aigua per on s'escola l'aigua bruta o de pluja. Els desguassos de pluja, condueixen l'aigua cap a la xarxa de clavegueram per retirar el líquid i prevenir una inundació. L'entrada del desguàs és coneguda com a embornal. D'altres tipus de desguassos menen l'aigua a una xarxa separada d'aigües negres ,una presa o llac artificial.
En hidrologia s'anomena desguàs al riu pel qual surt l'aigua sobrant d'un llac.